# Marconi - L'uomo che ha connesso il mondo
Marconi - L'uomo che ha connesso il mondo è una miniserie televisiva italiana diretta da Lucio Pellegrini, trasmessa in prima visione su Rai 1 il 20 e il 21 maggio 2024 e incentrata sulla figura di Guglielmo Marconi (interpretato da Stefano Accorsi).

## Trama
| nº | Titolo     | Prima TV       |
| -- | ---------- | -------------- |
| 1  | Episodio 1 | 20 maggio 2024 |
| 2  | Episodio 2 | 20 maggio 2024 |
| 3  | Episodio 3 | 21 maggio 2024 |
| 4  | Episodio 4 | 21 maggio 2024 |

### Episodio 1
Roma, 1937. Guglielmo Marconi, irlandese da parte di madre, è un inventore e imprenditore conosciuto in tutto il mondo per aver inventato il telegrafo senza fili e la radio. Tutte le alte cariche dello stato vorrebbero scoprire a quali nuove invenzioni stia lavorando il genio italiano, per impadronirsene e per utilizzarle per scopi militari o personali; nello stesso periodo anche gli americani iniziano ad interessarsi alle sue ricerche segrete. In particolare voci non fondate, di propaganda politica, gli attribuirebbero la realizzazione di un fantomatico raggio della morte. Anche Benito Mussolini, alla ricerca di una possibile arma innovativa che metta l'Italia in posizione di supremazia, incarica i suoi uomini di indagare. A tal proposito sfrutta la relazione sentimentale tra Achille Martinucci, collaboratore di fiducia del ministro Giuseppe Bottai, e una giovane giornalista italo-americana, Isabella Gordon, al fine di carpire informazioni. Con il pretesto di realizzare un documentario biografico commissionato dal regime, la giovane organizza una serie di interviste filmate con Marconi, a bordo della sua nave Elettra ormeggiata nel Golfo del Tigullio, con lo scopo segreto di scoprire a quali progetti e apparecchiature stia effettivamente lavorando Marconi. Durante le riprese, Marconi ripercorre attraverso flashback la sua giovinezza, i primi esperimenti riusciti e le prime invenzioni realizzate.
- Ascolti: telespettatori 3 443 000 – share 19,42%[4].

### Episodio 2
Marconi si confronta con Enrico Fermi e capisce di essere controllato dal regime, ma decide di non fare niente. Isabella continua a svolgere le sue interviste con Marconi e nel contempo lo tiene sotto controllo; intanto un agente americano di nome Jonathan Heist, che incontra di nascosto in locali o al cinematografo, le chiede di lavorare per lui e la ragazza inizia a pensarci viste le pressioni che sta subendo da Martinucci. Marconi chiama Palazzo Venezia per chiedere un incontro al Duce quando si sente male sulla propria imbarcazione. 
- Ascolti: telespettatori 3 443 000 – share 19,42%[4].

### Episodio 3
Marconi si riprende e riesce ad incontrare Mussolini, il quale lo tranquillizza. Lo scienziato racconta a Isabella Gordon l’inizio dei suoi rapporti con il Duce e di come anni prima abbia contribuito con la Marconi Company a fondare la BBC. La donna, che sta lavorando segretamente anche per gli americani, ha appena subito il furto del passaporto in casa sua e sospetta di Martinucci.
Le domande insistenti della giornalista in merito a presunti progetti di armi offensive indispettiscono Marconi, che, scoperto il vero obiettivo degli incontri grazie al suo braccio destro Umberto De Riva, interrompe la collaborazione con la donna. La giornalista in realtà conduce un doppio gioco, passando informazioni anche all'agente segreto americano Jonathan Heist, che però viene scoperto e ucciso dagli uomini dell'OVRA.
- Ascolti: telespettatori 2 803 000 – share 15,70%[5].

### Episodio 4
Marconi inizia ad avere problemi economici e rimane di sasso quando il ministro Bottai gli comunica che verranno tagliati i fondi per la ricerca e quando non viene ricevuto da Mussolini. Scopre poi che la Gordon ha fatto delle riprese di nascosto sulla sua imbarcazione inquadrando alcuni fogli di Enrico Fermi e si mette sulle sue tracce. La giornalista però, sconvolta per la morte di Heist, ha deciso di partire ma, Marconi la rintraccia in un cinema e sceglie di aiutarla. Sul proprio piroscafo, in un momento di confidenza, Marconi rivela alla donna a cosa sta effettivamente lavorando: un prototipo di sonar per individuare natanti a grandi distanze. Facendo una prova scoprono di essere sorvegliati a distanza dal molo. Marconi viene in soccorso della giovane donna, impaurita e timorosa di venire a sua volta eliminata, aiutandola a scappare di nascosto su un volo per gli Stati Uniti con Martinucci che viene dissuaso dallo scienziato nel tentativo di fermare la ragazza.
Nel finale, Marconi pronuncia un discorso alla radio nel quale professa un assoluto e smodato amore per la ricerca scientifica libera da ogni influenza politica, perseguendo come fine ultimo il bene dell'umanità.
Marconi morirà il 20 luglio dello stesso anno in seguito ad una crisi cardiaca. Al suo funerale parteciperanno oltre 500 000 persone e per due minuti le radio di tutto il mondo interromperanno le trasmissioni. Il giorno dopo il Times definirà Marconi "l'uomo più significativo della sua epoca". Le sue ricerche sulle microonde hanno contribuito allo sviluppo del radar e a rendere più veloce la navigazione marittima. Il raggio della morte, oggetto di speculazioni giornalistiche dell’epoca, non è mai esistito. Enrico Fermi invece otterrà il Premio Nobel per la fisica nel 1938 e, trasferitosi con la famiglia negli Stati Uniti, prenderà parte alla progettazione della bomba atomica.
- Ascolti: telespettatori 2 803 000 – share 15,70%[5].

## Personaggi e interpreti

### Personaggi principali
- Guglielmo Marconi, interpretato da Stefano Accorsi. È il figlio di Annie e Giuseppe, fratello di Alfonso, marito di Maria Cristina, padre di Elettra, in omaggio al nome dato alla nave omonima, imprenditore e inventore del telegrafo senza fili e della radio.
- Isabella Gordon, interpretata da Ludovica Martino. È una giornalista fascista. Il personaggio è liberamente ispirato a Lisa Sergio, giornalista italo-americana che Marconi aiutò a fuggire negli Stati Uniti nel 1937.
- Guglielmo Marconi da giovane, interpretato da Nicolas Maupas.
- Achille Martinucci, interpretato da Alessio Vassallo. È un agente dell’OVRA e collaboratore di fiducia del ministro Giuseppe Bottai, che spia Guglielmo.
- Giuseppe Bottai, interpretato da Flavio Furno. È il ministro dell'educazione fascista che fa spiare Marconi.
- Umberto De Riva, interpretato da Massimo De Santis. È un ricercatore, braccio destro di Marconi. Il personaggio è una sintesi del marchese Luigi Solari e di tutti i collaboratori di Marconi nel corso degli anni.
- Maria Cristina Marconi, interpretata da Cecilia Bertozzi. È la moglie di Guglielmo e madre di Elettra.
- Jonathan Heist, interpretato da Pietro Ragusa. È un agente segreto americano interessato alle ricerche di Marconi.
- Enrico Fermi, interpretato da Niccolò Senni. È un fisico italo-statunitense che si confronta spesso con Marconi.
- Elettra Marconi, interpretata da Carolina Michelangeli. È la figlia di Maria Cristina e Guglielmo.
- Annie Jameson, interpretata da Simonetta Solder. È la moglie di Giuseppe, madre di Guglielmo e Alfonso e nipote del fondatore della storica distilleria Jameson & Sons.
- Alfonso Marconi, interpretato da Matteo Sintucci. È il figlio di Annie e Giuseppe e fratello di Guglielmo.
- Daisy Marconi, interpretata da Sarah Short. È la cugina di Guglielmo e Alfonso.
- Giuseppe Marconi, interpretato da Paolo Giangrasso. È il marito di Annie e padre di Guglielmo e Alfonso.
- Benito Mussolini, interpretato da Fortunato Cerlino. È il Presidente del Consiglio dei ministri del Regno d'Italia, soprannominato il Duce.

### Personaggi secondari
- George Kemp, interpretato da Freddy Drabble. È un militare e imprenditore.
- Costanzo Ciano, interpretato da Claudio Corinaldesi. È un militare, padre di Galeazzo, suocero di Edda e consuocero di Benito Mussolini.
- Eugenio Pacelli, interpretato da Alessandro Palma. È il Papa.
- Galeazzo Ciano, interpretato da Tomas Leardini. È il figlio di Costanzo, marito di Edda e genero di Benito Mussolini.
- Edda Mussolini, interpretata da Mary Di Tommaso. È la primogenita di Benito Mussolini e moglie di Galeazzo Ciano.
- Pescatore Pinuccio, interpretato da Alessio Di Persio.
- Militare ricevimento, interpretato da Giancarlo Fares.
- Signora ricevimento, interpretata da Francesca Gamba.
- Funzionario Villa Farnesina, interpretato da Valerio Da Silva.
- Ufficiale OVRA, interpretato da Matteo Albano.
- Responsabile dogana inglese, interpretato da Alessandro Cremona.
- Attendente Palazzo Venezia, interpretato da Riccardo Sinibaldi.
- Barone Von Berger, interpretato da Christoph Hulsen.
- Ines Viviani Donarelli, interpretata da Selene Demaria. È una violinista e conduttrice radiofonica.
- Marinaio Elettra, interpretato da Nicola Quaranta.
- Professore, interpretato da Mauro Marino.
- Barman speakeasy, interpretato da Carlo Palmeri.
- Agente di polizia, interpretato da Antimo Casertano.
- Portiera Palazzo Isabella, interpretata da Daniela Terreri.
- Cassiera cinema, interpretata da Serena Borelli.
- Tassista Otello, interpretato da Fabrizio Sabatucci.
- Poliziotto posto di blocco, interpretato da Fabio Salerno.
- Agente OVRA, interpretato da Manuel D'Amario.

## Produzione
La miniserie è diretta da Lucio Pellegrini, scritta da Salvatore De Mola e Bernardo Pellegrini e prodotta da Stand by Me in collaborazione con Rai Fiction.

### Riprese
Alcune scene sono state girate nei luoghi dove ha vissuto Guglielmo Marconi tra l'Emilia-Romagna e il Lazio: da Villa Griffone a Palazzo Venezia; da Villa Mondragone a Villa Torlonia, fino al Museo storico della comunicazione. È stata utilizzata in studio una replica della nave Elettra.

## Promozione
La miniserie è stata presentata in anteprima nazionale presso la cineteca di Bologna l'11 maggio 2024.